# Tetsuhiro Kina
Tetsuhiro Kina (jap. 喜名 哲裕 Kina Tetsuhiro; ur. 10 grudnia 1976) – japoński piłkarz występujący na pozycji pomocnika.

## Kariera klubowa
Od 1995 do 2011 roku występował w klubach Nagoya Grampus Eight, FC Tokyo, Omiya Ardija, Avispa Fukuoka, Tokyo Verdy, Roasso Kumamoto i Okinawa Kaiho Bank.